# Connie Mack IV
Cornelius Harvey McGillicuddy IV, comunemente noto come Connie Mack IV (Fort Myers, 12 agosto 1967), è un politico statunitense, membro della Camera dei Rappresentanti per lo stato della Florida dal 2005 al 2013.

## Biografia
Discendente di una famiglia molto nota negli Stati Uniti (suo padre Connie Mack III è stato senatore della Florida e suo nonno era un famoso manager), è divorziato nel 2013 da Mary Bono Mack, vedova di Sonny Bono e deputata per lo Stato della California.
Nel 2012 Mack lasciò la Camera per concorrere al Senato contro il democratico in carica Bill Nelson, ma perse le elezioni. Nella stessa tornata elettorale anche la moglie Mary venne sconfitta nel suo tentativo di rielezione alla Camera.